# Synaptola minor
Synaptola minor är en skalbaggsart som beskrevs av Jordan 1894. Synaptola minor ingår i släktet Synaptola och familjen långhorningar.
Artens utbredningsområde är:
- Ghana.
- Sierra Leone.
- Togo.

Inga underarter finns listade i Catalogue of Life.